# Grand Prix van Parijs 1949
De Grand Prix van Parijs 1949 was een autorace die werd gehouden op 24 april 1949 op het Autodrome de Linas-Montlhéry in Bruyères-le-Châtel.

## Uitslag
| Positie | Rijder                                 | Team          | Ronden | Tijd/Opgave |
| ------- | -------------------------------------- | ------------- | ------ | ----------- |
| 1       | Philippe Étancelin                     | Talbot-Lago   | 50     | 2:05:31.8   |
| 2       | Yves Giraud-Cabantous Georges Grignard | Talbot-Lago   | 50     | + 2:06.9    |
| 3       | Johnny Claes                           | Maserati      | 46     | + 4 ronden  |
| 4       | Marc Versini                           | Delahaye      | 45     | + 5 ronden  |
| 5       | Pierre Levegh                          | Maserati      | 44     | + 6 ronden  |
| 6       | "Raph"                                 | Delahaye      | 40     | + 10 ronden |
| 7       | Roy Salvadori                          | Maserati      | 31     | + 11 ronden |
| NF      | Guy Mairesse                           | Talbot-Lago   | 32     |             |
| NF      | Robert Manzon                          | Simca-Gordini | 18     |             |
| NF      | Louis Rosier                           | Talbot-Lago   | 15     |             |
| NF      | Henri Louveau                          | Delage        | 9      |             |
| NF      | Jean Judet                             | Maserati      | 9      |             |
| NF      | Lance Macklin                          | Maserati      | 7      |             |
| NF      | Maurice Trintignant                    | Simca-Gordini | 6      |             |